# Camocim
Camocim est une ville brésilienne de l'État du Ceará. Sa population était estimée à 63 408 habitants en 2018. La municipalité s'étend sur 1 124 km2.
Camocim possède un aéroport (code AITA : CMC).

## Maires
| Période | Période | Identité            | Étiquette | Qualité |
| ------- | ------- | ------------------- | --------- | ------- |
| 2017    | 2020    | Monica Gomes Aguiar | PDT       |         |